# الحديدة (الطفة)

تعديل مصدري - تعديل

الحديدة هي إحدى قرى عزلة المساحرة بمديرية الطفة التابعة لمحافظة البيضاء، بلغ تعداد سكانها 458 نسمة حسب تعداد اليمن لعام 2004.